# Johann von Schlütter
Johann Julius Konrad von Schlütter (* 24. Juli 1749 in Stade; † 11. April 1827 ebenda) war ein deutscher Jurist und Justizbeamter des Königreichs Hannover, zuletzt Kanzleidirektor in Stade.

## Familie
Schlütter gehörte dem hannoverschen Adelsgeschlecht von Schlütter an. Sein Vater, Otto Dietrich Wilhelm von Schlütter (1710–1796) war ebenfalls Stader Kanzleidirektor. Schlütters Mutter war Cornelia Charlotte von Skölln (1733–1800). Schlütters Großvater, der Generalmajor Johann Christian von Schlütter (1655–1731), war am 16. April 1725 durch Kaiser Karl VI. geadelt worden.
Verheiratet war Schlütter mit Agnese Juliane Sophie von Scharnhorst (1753–1828). Aus der Ehe gingen zwei Söhne hervor, einer war der spätere Generalmajor Andreas von Schlütter (1781–1863).

## Karriere
Schlütter studierte bis 1771 Jura an den Universitäten in Jena und Göttingen. Danach wurde er 1771 Auditor in der Justizkanzlei in Stade, die zu der Zeit von seinem Vater geführt wurde. Stade gehörte zu dieser Zeit zum Kurfürstentum Braunschweig-Lüneburg, die patriarchalische Ämtervererbung war üblich. 1774 wurde er Justizrat und 1781 auch außerordentlicher Beisitzer im „Konsistorium“, dessen Direktor ebenfalls sein Vater war. 1795 ernannte ihn die kurfürstliche Regierung zum Vize-Kanzleidirektor und 1806, also noch während der Besatzungszeit durch die Franzosen, wurde Schlütter schließlich Kanzlei- und Konsistorialdirektor. Nach Einverleibung von Bremen und Verden in das Königreich Westphalen wurde Schlütter durch König Jérôme Bonaparte 1810 zum Präsidenten des Königlichen Kriminalhofes zu Stade ernannt und bemühte sich in dieser Stellung, die Tradition seines früheren Gerichtes fortbestehen zu lassen. Als dann der größte Teil des Gebiets zum Französischen Kaiserreich geschlagen wurde und einen Teil des Département des Bouches de l’Elbe bildete, wurde Schlütter 1811 an den neu eingerichteten Cour impériale de Justice in Hamburg als „Conseiller“ versetzt.  Als es im Februar 1813 in Hamburg zu Aufständen gegen die französische Besetzung gekommen war und russische Truppen die Stadt im März kurzzeitig besetzten, kehrte Schlütter am 1. April 1813 nach Stade zurück, um sich wieder in sein altes Amt einzusetzen. Der französische Vormarsch durch Norddeutschland während des Frühjahrsfeldzugs 1813, zwang Schlütter allerdings vorerst zur Flucht. Am 2. Juli kehrte er endgültig zurück und bekleidete sein ursprüngliches Amt damit schon, bevor der königliche Befehl aus London die alten Regierungs- und Justizkollegien im neu gegründeten Königreich Hannover wieder einsetzte. Schlütter ging 1823 in Pension und starb 1827 an einer Reihe von Schlaganfällen.